# Billy Cowan
Billy Cowan, właśc. William Duncan Cowan (ur. 9 sierpnia 1896 w Edynburgu, zm. 24 stycznia 1965 w Gosforth) – szkocki piłkarz występujący na pozycji napastnika.
W barwach Newcastle United rozegrał 87 spotkań i zdobył 23 bramki w Division One. Zadebiutował w tych rozgrywkach 8 września 1923 w zremisowanym 2:2 meczu z Sheffield United, a 10 listopada 1923 w wygranym 4:1 spotkaniu z Manchesterem City, strzelił swojego pierwszego gola w Division One. W sezonie 1923/1924 zdobył Puchar Anglii z Newcastle.
W reprezentacji Szkocji wystąpił jeden raz, 12 kwietnia 1924 w zremisowanym 1:1 meczu British Home Championship z Anglią, w którym strzelił gola.